# وید (مجارستان)
وید (به مجاری:  Vid) یک شهرداری در مجارستان است که در وسپرم واقع شده‌است. وید ۳٫۱۷ کیلومتر مربع مساحت و ۱۱۴ نفر جمعیت دارد.